# Lily Newmark

Newmark im Jahr 2018

Lily Inge Newmark (* 24. Mai 1994 in Camberwell, London, England) ist eine britisch-US-amerikanische Schauspielerin und ein Model.

## Leben
Newmark wurde am 24. Mai 1994 im Londoner Bezirk Camberwell als Tochter von Lucy Keegan und dem Politiker Brooks Phillip Victor Newmark geboren. Sie hat vier Geschwister, die Schauspielerin Rose Keegan ist ihre Tante. Sie besuchte eine Schule in Sydenham. Als sie zwölf Jahre alt war, zog die Familie nach Central London, wo sie die Francis Holland School im Sloane Square besuchte. Sie schloss 2016 ihr Schauspielstudium an der East 15 Acting School mit dem Bachelor of Arts ab.
Erste größere Aufmerksamkeit in der Öffentlichkeit erhielt sie durch Mitwirkungen in einer Reihe von Musikvideos und als Model. 2017 übernahm sie in vier Episoden der Fernsehserie Emerald City – Die dunkle Welt von Oz die Rolle der Ryenne. 2018 hatte sie eine Nebenrolle im Kinofilm Solo: A Star Wars Story inne. 2019 verkörperte sie im Filmdrama Balance, Not Symmetry die Rolle der Stacey. Ab demselben Jahre bis 2020 hatte sie die Rolle der Ruthie in der Serie Sex Education inne. 2020 übernahm sie die Rolle der Pym, eine der Serienhauptrollen in Cursed – Die Auserwählte. 2021 folgte die Hauptrolle als Leah im Film A Brixton Tale.

## Filmografie (Auswahl)

### Schauspiel
- 2012: Morning After (Kurzfilm)
- 2013: Father Sculptor: Lowlands (Kurzfilm)
- 2013: Desire (Kurzfilm)
- 2014: Return of the Ghost
- 2015: In Time. A Reflection on the End of our Youth (Kurzfilm)
- 2017: Emerald City – Die dunkle Welt von Oz (Emerald City, Fernsehserie, 4 Episoden)
- 2017: Pin Cushion
- 2018: Juliet, Naked
- 2018: Shortflix (Miniserie, Episode 1x04)
- 2018: Solo: A Star Wars Story
- 2018: Dagenham
- 2018: Beatus
- 2019: Les Misérables (Miniserie, Episode 1x02)
- 2019: Born a King
- 2019: How to Fake a War
- 2019: Balance, Not Symmetry
- 2019–2020: Sex Education (Fernsehserie, 3 Episoden)
- 2019–2021: Temple (Miniserie, 13 Episoden)
- 2020: Die Misswahl – Der Beginn einer Revolution (Misbehaviour)
- 2020: Cursed: Teaser Promo (Kurzfilm)
- 2020: Cursed – Die Auserwählte (Cursed, Fernsehserie, 9 Episoden)
- 2021: A Brixton Tale
- 2021: Dalgliesh (Fernsehserie, 2 Episoden)
- 2023: Lookwood & Co. (Fernsehserie, Episode 1x01)
- 2023: You & Me (Fernsehserie, 2 Episoden)
- 2024: 3 Body Problem (Episode 1x08)
- 2024: Ein Gentleman in Moskau (A Gentleman in Moscow, Miniserie, 5 Episoden)
- 2025: Alien: Earth (Fernsehserie)

### Musikvideos
- 2015: Disciples: They Don’t Know
- 2015: iLL BLU feat. James Morrison: Lonely People
- 2015: Brian Deady: A Darkness
- 2015: Rejjie Snow: Blakkst Skn
- 2016: Real Lies: One Club Town
- 2016: Matt Maltese: studio 6
- 2016: Beach Baby: U R
- 2016: Blossoms: Getaway